# Sarh
Sarh o Sark (antes Fort Archambault) (9°8′N 18°23′E / 9.133, 18.383) es la ciudad más grande del sur de Chad, capital de la región de Moyen-Chari y del departamento de Barh Köh. Tiene una población de 97 224 habitantes (2009). Está situado a unos 550 kilómetros al sur de N´Djaména, a orillas del río Chari. Las atracciones en la ciudad incluyen el museo nacional de Sarh. También posee aeropuerto.
Recibe su nombre del grupo étnico dominante, los sara , y es la tercera ciudad más grande del país.

## Ciudades Hermanas
Sarh está hermanada con la ciudad de Cherbourg-Octeville en Francia desde noviembre de 2001.
Es un importante centro de la industria del algodón y también es conocido por su vida nocturna.